# Wiechs (Bad Feilnbach)
Wiechs ist ein Gemeindeteil der Gemeinde Bad Feilnbach im oberbayerischen Landkreis Rosenheim. Das Kirchdorf bildete bis 1966 eine selbstständige Gemeinde.

## Geschichte
Die katholische Filialkirche St. Laurentius und Sixtus in Wiechs ist ein Saalbau mit westlichem Dachreiterturm mit Kuppelhaube, im Kern spätgotisch. Der barocke Ausbau erfolgte durch Johann Thaler 1754 bis 1758. Die 1818 durch das bayerische Gemeindeedikt gegründete Landgemeinde Wiechs umfasste auch die Orte
- Bindham
- Gundelsberg
- Hof
- Jenbach
- Kronwitt
- Moosmühle
- Oberbindham
- Obersteinach
- Untersteinach
- Weidach

Wiechs wurde am 1. Januar 1966 mit der Gemeinde Feilnbach zur neuen Gemeinde Feilnbach-Wiechs zusammengelegt, deren Namen am 28. Dezember 1971 in Feilnbach geändert wurde.